# فيرجينيا (فلم 2010)
فيرجينيا (بالإنجليزية: Virginia) هو فيلم أمريكي صدر في سنة 2010. الفيلم من تأليف وإخراج داستن لانس بلاك وبطولة جينيفر كونلي وإد هاريس وإيما روبرتس وكاري بريستون وتوبي جونز.

## القصة
تدور قصة الفيلم حول عمدة مورموني الذي تكاد أن تفشل حملته الانتخابية لمجلس الشيوخ، بسبب ابنته التي تواعد ابن المرأة التي كانت عشيقته لوقت طويل.

## طاقم التمثيل
- جينيفر كونلي: فيرجينيا
- إد هاريس: ديك تيبتون
- إيما روبرتس: جيسي تيبتون
- هاريسون غيلبرتسون: إيميت
- إيمي ماديجان: السيدة تيبتون
- كاري بريستون: بيتي
- توبي جونز: ماكس
- أليكس فروست: جوش
- ياردلي سميث: السيدة ويتيكر

## صدور الفيلم
صدر الفيلم لأول مرة في 15 سبتمبر 2010 في مهرجان تورونتو السينمائي الدولي.
في 17 يناير 2012 أعلنت مجلة فاريتي الأمريكية أن شركة إنترتينمنت وان قد حصلت على حقوق توزيع الفيلم في أمريكا الشمالية، وعرض الفيلم في دور العرض الأمريكية في 18 مايو 2012.

## روابط خارجية
- مقالات تستعمل روابط فنية بلا صلة مع ويكي بيانات